# Мови Танзанії
Танзанія — багатомовна країна, але жодною з мов не розмовляла спочатку більшість або значна кількість населення. Мови суахілі (одна з мов банту) і англійська, остання з яких успадкована від колоніального панування (див. Територія Танганьїка), широко розповсюджені в якості лінгва франка. Вони слугують робочими мовами в країні, суахілі є офіційною державною мовою. В Танзанії більше розмовляють на суахілі, ніж англійською.

## Огляд

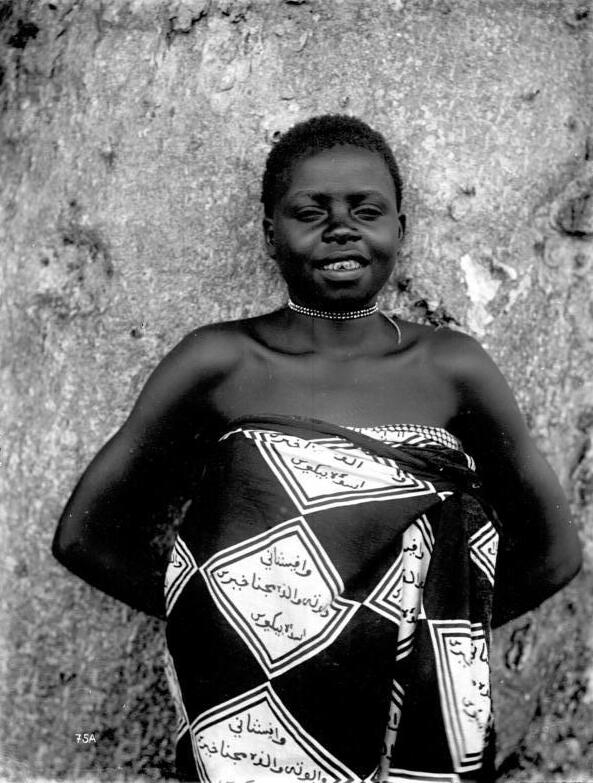
Напис на одязі танзанійської жінки, виконаний мовою банту суахілі з використанням арабського письма (початок 1900-х).

За даними Ethnologue, в Танзанії розмовляють 126 мовами. Дві з них інституційні, 18 розвиваються, 58 розвинуті, 40 перебувають під загрозою зникнення та 8 зникають. 3 мови нещодавно зникли.
Більшість мов, якими розмовляють локально належать до двох великих мовних сімей: нігеро-конголезької (гілка банту) й ніло-сахарської (гілка нілотських мов), якими в країні розмовляють відповідно банту і нілоти. Крім того, мисливці-збирачі хадза і сандаве розмовляють мовами з клацаючих приголосних, які були попередньо віднесені до койсанських мов (хоча хадза, можливо, є ізольованою мовою). Кушитські і семітські етнічні меншини розмовляють мовами, що належать до окремої афразійської сім'ї, гіндустанці та британці розмовляють мовами індо-європейської сім'ї.
Різні етнічні групи Танзанії у власних громадах, як правило, розмовляють рідними мовами. Дві офіційні мови, англійську та суахілі, використовуються різною мірою для спілкування з іншими народностями. Відповідно до офіційної національної мовної політики, проголошеної у 1984 році, суахілі є мовою соціально-політичної сфери, а також початкової освіти і освіти дорослих, тоді як англійська мова є мовою середньої та вищої освіти, технологій і вищих судів. Уряд оголосив, що в 2015 році буде припинено використання англійської мови в якості мови навчання в рамках реформи танзанійської шкільної системи.
Крім того, використовуються кілька танзанійських жестових мов.

## Мовні сім'ї

### Основні мови

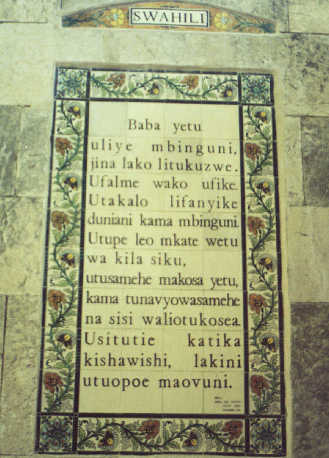
Отче наш на суахілі, мовою банту, що поряд з англійською слугує мовою міжнаціонального спілкування для багатьох в Танзанії.

До основних мов, якими розмовляють у Танзанії, належать:
- нігеро-конголезькі
  - банту
    - бемба
    - бена[en] (592 тис., 2009)
    - чаґґа
    - диго[en] (166 тис., 2009)
    - гого[en] (1,08 млн, 2009)
    - хайя[en] (1,94 млн, 2016)
    - хехе[en] (1.21 млн, 2016)
    - ірамба[en]
    - лугуру[en] (404 тис., 2009)
    - маконде[en] (1,47 млн, 2016)
    - ньяк'юса[en]
    - ньямвезі (1,47 млн, 2016)
    - ньїка[en]
    - сафва[en] (322 тис., 2009)
    - темі[en]
    - сукума (8,13 млн, 2016)
    - суахілі
    - туру[en]
    - яо[en] (630 тис., 2016)
- ніло-сахарські
  - нілотські
    - датога[en]
    - масайська[en] (682 тис. чоловік, 2016)
    - нгаса[en]
    - огієк[en]
    - паре[en]
    - луо[en] (185 тис., 2009)

### Мови меншин
До мов етнічних меншин в країні належать:
- койсанські
  - кхое[en]
    - хадза (можливо, ізольована мова)
    - сандаве
- афразійські
  - кушитські
    - алагва[en]
    - бурунге[en]
    - горова[en]
    - іраку[en]

  - семітські
    - арабська
- індо-європейські
  - індо-іранські
    - гуджараті
    - гіндустані

  - германські
    - англійська

  - романські
    - французька
    - португальська